# Die Maske des Roten Todes
Die Maske des Roten Todes är det tredje albumet av den tyska punkgruppen Feeling B. Det släpptes 1993.

## Låtförteckning
1. Vorwort
2. Heiduckentanz
3. Rumba, Rumba
4. Mystisches Mysterium
5. Rotta
6. Fabian Cavanagh
7. Julia Engman
8. Tod des Florio
9. Die Pest
10. Cantigas
11. Veris Ducis
12. Rumba Rai
13. Ankunft der Gesandten
14. Stockkampf
15. Nachwort
16. Space Race